# Lyckofågel

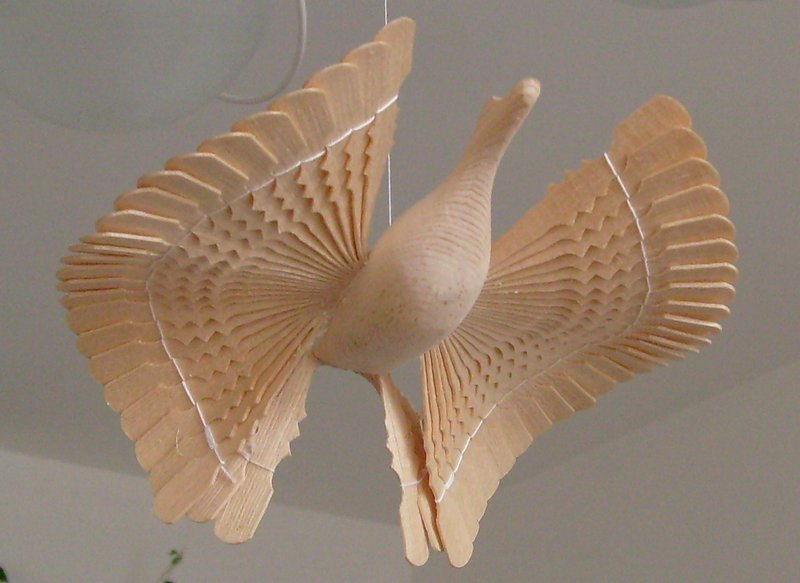
Lyckofågel eller spånfågel

Lyckofågel (ryska: пти́ца сча́стья, IPA: [ˈptʲitsə ˈɕːasʲtʲjə]) eller spånfågel är en traditionell nordrysk träfigur, en hängande mobil i form av en fågel. Den uppfanns av invånarna vid kusten av Vita havet och Barents hav, som hänger den i sina hem för att skydda familjens välbefinnande. Värmen från spisen får den att röra sig.

## Historik
Enligt folktron för spånfågeln (lyckofågeln) många fördelar med sig. Den är också en symbol för solen. Fågeln hängdes i bondstugans kök och allrum, ovanför matbordet i samma hörn som ikonen eller över ett barns vagga.
Det sägs att längst norrut i Archangelsk län bodde en jägare. Den nordliga vintern är lång och kall med snöstormar och iskyla. Ett år var vintern ovanligt lång och kylde jägarens hus så att hans yngste son blev sjuk. Han var länge sjuk, blev mycket tunn och blek; varken läkaren eller kloka gubbar kunde hjälpa honom. Jägaren förtvivlade. Han tyckte synd om den lilla pojken. Jägaren frågade sin son: "Vad vill du ha?" Pojken viskade tyst: ”Jag vill se solen...” Och var ska man hitta solen så långt norrut? Jägaren funderade, och tände eld i den öppna spisen för att värma stugan. Men elden är inte solen.
Plötsligt lade jägaren märke till en sticka som glödde i elden. Han log, för han kom på hur han kunde hjälpa sin son. Jägaren arbetade hela natten. Han täljde en fågel av träspån med sirligt flätverk. Han hängde fågeln ovanför sonens säng, och fågeln vaknade plötsligt liv: den började snurra och röra sig i den heta luften som kom från spisen. Pojken vaknade, log och utbrast: ”Titta, där är solen!” Från den dagen började barnet återhämta sig snabbt. Så mirakulös kraft tillskrevs spånfågeln och den kallades ”helig ande”, barnens väktare, symbolen för familjens lycka.
I Sverige har spånfåglar täljts i Skaraborgs län av tre generationer Mellgren i Hova socken. Det berättas att Carl-August Mellgren lärde sig konsten av en kringvandrande ryss, förmodligen omkring 1910. Sonen Einar (1908–1979) och sonsonen Thord (död 2020) förde hantverket vidare.
Sedan 2023 för Sandra Stigert i Karlsborg vidare det Skaraborgska arvet genom sitt projekt Lätta Vingar. Hon tillverkar egna spånfåglar men delar även med sig av sin kunskap genom videos, guider och kurser - ett arbete för vilket hon även erhöll stipendium ur Bo Hammarskjölds Stiftelse under 2023.
Spånfågeltäljning ingår sedan 30 maj 2024 i Sveriges förteckning över immateriellt kulturarv.

## Utförande
Spånfågeln tillverkas av färskt trä och utan användning av lim eller fogar, genom att skära ut tunna spån för fågelns vingar och stjärt och sedan använda en speciell metod för att sprida och böja dem, som också används i andra nordryska hantverk. Fågeln är vanligtvis gjord av tall, gran, sibirisk cembratall (Pinus sibirica) eller asp.
Spånfågelns vingar och stjärt har en vågig fjäderdräkt av tunna spån utskurna ur färskt trä i ett stycke.